# الیاس مؤدب
الیاس مؤدب (عربی: إلياس مؤدب؛ ۶ فوریهٔ ۱۹۱۶ – ۲۸ مهٔ ۱۹۵۲) هنرپیشه، و بازیگر سینما اهل مصر بود.